# Maravalia quadrilobata
Maravalia quadrilobata är en svampart som först beskrevs av J.F. Hennen & Cummins, och fick sitt nu gällande namn av Y. Ono 1984. Maravalia quadrilobata ingår i släktet Maravalia och familjen Chaconiaceae.   Inga underarter finns listade i Catalogue of Life.